# Фрассати-Гавронска, Лучана
Лучана Фрассати-Гавронска (итал. Luciana Frassati Gawronska, 18 августа 1902, Поллоне, Пьемонт — 7 октября 2007, Поллоне, Пьемонт) — итальянская писательница. Гавронска была видной антинацистской и антифашистской активисткой как в Польше, так и в Италии и считалась поборницей римско-католических идей.

## Ранние годы
Лучана Фрассати родилась 18 августа 1902 года в Поллоне, Италия, недалеко от муниципалитета Биелла. Её отец, Альфредо Фрассати, был основателем известной ежедневной туринской газеты La Stampa. Её мать, Аделаида Аметис, была известной художницей.
Братом Фрассати был Пьер Джорджо Фрассати, который умер от полиомиелита в 1925 году. Её брат был официально причислен к лику блаженных как «Блаженный Пьер Джорджо Фрассати» Папой Иоанном Павлом II 20 мая 1990 года. Позже Фрассати-Гавронска написала рассказ о жизни своего брата из первых рук «Человек блаженства». На протяжении всей своей жизни она вела кампанию, пытаясь возвысить своего брата до канонизированного святого, но пока этого не произошло.
Фрассати получила юридическое образование в Туринском университете. Весной 1925 года она вышла замуж за Яна Гавронского. Гавронский в то время был дипломатом и секретарём посла Польши в Италии и Ватикане. Позже Гавронский стал последним послом Польши в Австрии до аннексии страны нацистской Германией в 1938 году. У пары было шестеро детей: Джас, Альфредо, Ванда, Джованна, Мария Грация и Нелла. Её сын Джас Гавронски в настоящее время является итальянским журналистом, политиком и бывшим депутатом Европейского парламента.

## Вторая мировая война
Лучана жила со своим мужем в ряде европейских стран, включая Германию, Турцию и Польшу. Пара переехала в Австрию в 1933 году, когда Адольф Гитлер пришёл к власти в соседней Германии. Ян Гавронски стал последним послом Польши в Австрии перед аннексией Австрии нацистской Германией в 1938 году.
Лучана и её семья после аннексии Австрии переехали в Варшаву, Польша. Они жили в городе до вторжения и захвата Польши немцами в 1939 году. Немцы немедленно начали арестовывать польских чиновников, интеллигенцию и других. Итальянское гражданство Лучаны (Италией тогда правил Бенито Муссолини, союзник Гитлера) и её отношения с видными деятелями по всей Европе предоставили семье некоторую защиту от нацистов.
Фрассати-Гавронска помогала Польше во время Второй мировой войны. С её итальянским паспортом, который позволял ей свободно перемещаться между Польшей и Италией, она совершила семь отдельных поездок по территориям Европы, контролируемым немецкими нацистами во время войны, в том числе в Варшаву, Краков, Берлин и Рим. Фрассати-Гавронской удалось с большим личным риском вывезти из Польши спасённые произведения искусства и документы, доказывающие зверства нацистов. Она также раздавала деньги польскому сопротивлению.
Ей также удалось спасти и вывезти польские семьи из страны. Многие, включая целые семьи, были отправлены в относительно безопасную Италию. Среди тех, кого спасла Лучана Фрассати-Гавронска, была Ольга Хелена Зубжевска, жена генерала Владислава Сикорского, крупного политического деятеля и одного из лидеров польского сопротивления. Благодаря своему влиянию ей также удалось добиться освобождения более ста профессоров Краковского университета.

## Награды и почести
Лучана Фрассати-Гавронска получила Орден «За заслуги перед Республикой Польша» от польского правительства в 1993 году за службу стране. Она также была названа уважаемой женщиной Польши в выпуске Wysokie Obcasy от 1 марта 2003 года, присоединившись к другим польским и международным деятелям.

## Смерть
Лучана Фрассати-Гавронска умерла 7 октября 2007 года в возрасте 105 лет в своём доме в Поллоне, Италия. Её похороны состоялись 9 октября 2007 года в Туринском соборе. Она была похоронена в гробнице своей семьи на месте, которое когда-то занимал гроб её брата, блаженного Пьера Джорджо Фрассати, чьи останки с тех пор были перенесены в Туринский собор.